# 大坪頂 (高雄市)
大坪頂，是臺灣高雄市小港區的傳統地域名稱，位於該區東部。相較於今日行政區，其範圍大致包括大坪里東南部、坪頂里東北部。
大坪頂屬鳳山丘陵餘脈，地勢高視野廣且鄰近小港國際機場，近年來有許多業者經營起景觀休閒山莊，讓大坪頂成為另一處聚餐休閒的好地方，被暱稱為「高雄小貓空」。

## 歷史
台灣清治末期至日治初期，大坪頂地區為一街庄，稱為「大坪頂庄」，隸屬於鳳山上里。該庄東北與拷潭庄為鄰，東及東南與赤崁庄為鄰，西南邊為二橋庄，西邊為中廍庄，西北邊為莿蔥腳庄。
1901年（日治明治三十四年）11月，該庄隸屬於鳳山廳。1909年（明治四十二年）10月，改隸屬於臺南廳。1920年（大正九年），該庄改制為「大坪頂」大字，隸屬於高雄州鳳山郡小港庄
戰後小港庄改制為小港鄉，隸屬於高雄縣，大字亦改制為村。1979年，高雄市改制直轄市，將小港鄉併入成為小港區，村亦改制為里。

## 大坪頂新市鎮
大坪頂過去以發展農業為主，近來為配合高雄臨海、大發、林園工業區的建設，市府實施「大坪頂新市鎮」都市計畫，實際開發面積為248公頃。因大坪頂新市鎮發展不如預期，原本預定興建的捷運紅線R1大坪頂站已暫緩興建。